# Yoshiya Takemura
Yoshiya Takemura (født 6. december 1973) er en tidligere japansk fodboldspiller.
Han har spillet for flere forskellige klubber i sin karriere, herunder Bellmare Hiratsuka, Oita Trinita, Omiya Ardija og Sagan Tosu.